# Gospodarka wojenna

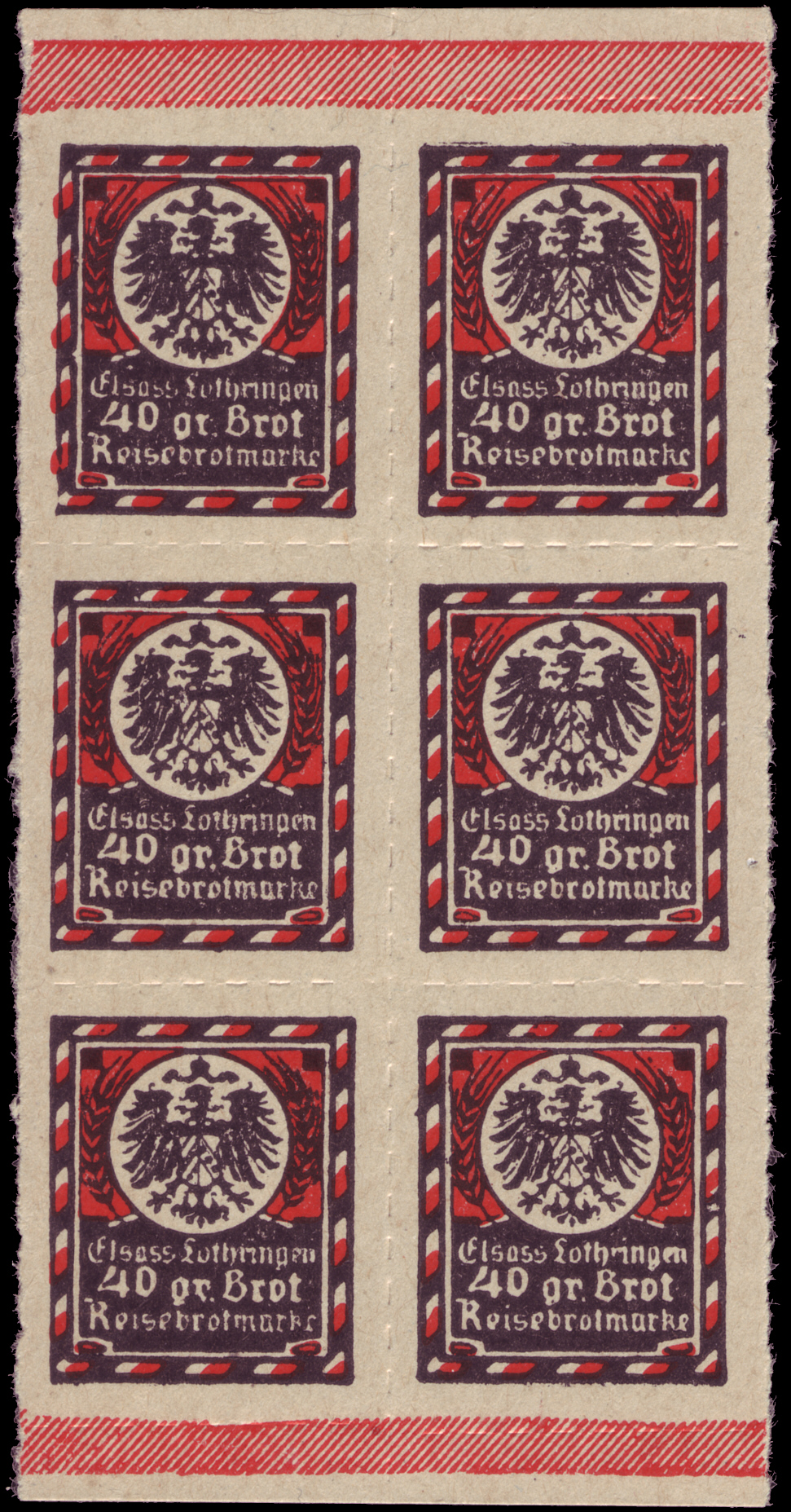
Niemieckie kartki żywnościowe z okresu I wojny światowej

Gospodarka wojenna – sposób prowadzenia polityki gospodarczej, w którym jej cele podporządkowane są prowadzonym działaniom wojennym.
Model ten po raz pierwszy uwidocznił się w sposób szczególny podczas I wojny światowej, która postawiła przed gospodarkami państw nieznane im wcześniej wymagania. Zapotrzebowania armii oraz plany przestawienia produkcji przemysłowej z cywilnej na wojskową skłoniły państwa do wdrożenia nowych sposobów oddziaływania na system gospodarczy.
Rządy ingerowały w mechanizmy rynkowe, np. poprzez reglamentację produkcji i zaopatrzenia (państwa centralne). Kluczowe znaczenie zyskiwały też rozbudowywane lub powoływane struktury urzędnicze – w Niemczech był to Urząd Wojenny, w Wielkiej Brytanii – Ministerstwo do spraw Programowania i Kontroli Produkcji Wojennej, zaś w Rosji – Komisja Obrony. Uchwalano także nadzwyczajne podatki, emitowano pieniądz papierowy oraz masowo korzystano z pożyczek zagranicznych (głównie z USA). Szczególnie silnej kontroli została poddana gospodarka ówczesnych Niemiec – część rozwiązań z ich systemu przeniesiono w późniejszych latach na grunt gospodarki sowieckiej.